# 内モンゴル人民共和国

内モンゴル人民共和国
內蒙古人民共和國 (繁体中国語)
Бүгд Найрамдах Өвөр Монгол Ард Улс  (モンゴル語)

内モンゴル人民共和国（うちモンゴルじんみんきょうわこく）は、中華人民共和国内モンゴル自治区から河北省にかけてかつて存在した独立政権。汪兆銘政権下の自治政府である蒙古自治邦政府の後身に相当する。

## 沿革
1945年（民国34年）8月、日本軍の敗戦に伴い蒙古聯合自治政府が崩壊、8月末までにソ連モンゴル連合軍が侵攻し占領され、自治政府に協力していた対日協力者は国民党に引き渡されて「漢奸」や「蒙奸」として処分されることを恐れ、ソ連モンゴル連合軍の庇護を求めモンゴル国境に移動し自治政府は完全に機能を失っていた。
1944年にモンゴル人民共和国への併合による社会主義の実現を目指して組織されたモンゴル青年革命党は国民党支配になった場合、漢族優遇政策が採用されることを危惧し、ポインタライを中心にデムチュクドンロブの長男ドガルスレン親王やアラタンオチルら自治政府高官が結成した内モンゴル臨時人民委員会と共にモンゴル政府に対して内外モンゴル統一を要求したが、ヤルタ会議に従い8月に締結された中ソ友好同盟条約で国民党政府によるモンゴル独立承認と引き換えに、ソ連は東トルキスタンや内モンゴルなどで中国の内政に関与しないことが定められていたためモンゴル政府は併合要望を拒否した。
しかし、自治政府高官と青年革命党は協力し、ソニド右旗のデムチュクドンロブの王府で人民代表大会を開催、翌月に内モンゴル人民共和国臨時政府を樹立、内モンゴル独立宣言を発表し、臨時憲法を発布している。独立した内モンゴル人民共和国はソ連とモンゴルによる独立承認と、経済及び軍事援助、さらにモンゴルのラジオ局より内モンゴル独立のニュース放送を依頼したが、上記の理由によりこれらを拒否している。
ソ連とモンゴルからの援助が期待できなくなった内モンゴル人民共和国に対し、ソニド右旗を訪問したチョイバルサンは中国共産党との連携を指示、中国共産党モンゴル人幹部であるウランフ（烏蘭夫）が共産党政権における民族自治を宣伝、また青年革命党に対しては自治政府高官の反民族的行為を宣伝するなど政権内部の乖離工作を展開、10月に再選出された閣僚名簿では青年革命党の支持を獲得したウランフが主席兼国防大臣に就任した。
代表に就任したウランフは内モンゴル人民共和国臨時政府を物資不足を理由に張家口への遷都を実行、政府機関が張家口に移転した段階で内モンゴル人民共和国の解散を宣言、後事を中国共産党に一任する方針を発表し代表を放棄している。その後ウランフは東モンゴル自治政府と統合して内モンゴル自治運動連合会を組織、青年革命党は共産党に吸収され消滅、政権は中国共産党に吸収されて消滅した。